# Röder
Röder eller Norrskärgården är en ögrupp ca 8 sjömil öster om Rödlöga. Ögruppen har fått sitt namn av att berggrunden innehåller röd fältspat.
Röder är kanske mest känt för den by av sjöbodar som finns på Storskäret. Bodarna härstammar från de provisoriska redskaps- och övernattningsbodar som stod här när Röder var ett kronohamnsfiske. När staten sålde ut Röder splittrades fastigheten i ett mycket stort antal andelar eftersom varje andel gav rätt till jakt och fiske. Under den omfattande spritsmugglingen under 1920- och 1930-talen gömdes många liter illegalt införd sprit i bodarna på Röder i väntan på omlastning.